# 山崎理
山崎理（日语：山崎 理，1962年2月19日—），日本資深男性動畫師、動畫導演、製作人、演出家。日本動畫製作者協會（JAniCA）的現任理事長。日本電影導演協會會員。動畫公司株式會社Wao World所屬。出身於熊本縣。別名。O型血。

## 來歷
- 1962年2月19日，山崎理於熊本縣出生。父親從事物理教師，母親是營養師[1]。
- 1980年，山崎很仰慕和尊敬跟自己同鄉的前輩渡邊浩，而前往東京發展。來到東京之後，看見渡邊的畫風被Studio LIVE（日语：スタジオ・ライブ）社長蘆田豐雄發掘，從此與渡邊一起加入Studio LIVE，同時開啟了山崎在動畫業界的發展。從那個時候開始，他拜蘆田為師。另外，山崎與渡邊及神志那弘志三人都是熊本縣立熊本工業高等學校室內設計科（日语：インテリア科）的前輩和後輩。
- 離開Studio LIVE後，山崎曾在動畫工作室中村Production（日语：中村プロダクション）或Kaname Production（日语：カナメプロダクション）獲得參加原畫、構成、製作的經驗。其後才轉身成自由身，1984年，他與、大貫健一（日语：大貫健一）、大張正己、西井正典（日语：西井正典）等人一起成立自由工作室南町奉行所（日语：南町奉行所 (アニメ制作会社)）。
- 1987年，時年24歲的山崎在JVC製作的OVA《戰國奇譚妖刀傳（日语：妖刀伝）》第一次擔任企劃、原案，同時是他擔任導演的處女作[2]。其後該作品在OVA專業雜誌《AnimeV（日语：アニメV）》舉辦的人氣投票創下了連續2年（同年及翌年1988年）第1名的成績。正因為如此，該作品會大受歡迎的因素是至今沒有像這部時代劇動畫一樣，內容表現了華麗和高品質的畫功，及主角以美少女化妝成美形青年的獨特設定吸引了許多女性粉絲[3]。
- 1989年，自由工作室南町奉行所登記法人化，改名為「有限公司南町奉行所」，由山崎就任代表董事。
- 1991年，山崎受聘請就任AMUSEMENT MEDIA綜合學院（日语：アミューズメントメディア総合学院）的講師，以專注培育後進新人。而在這之中有許多後來在動畫業界第一線輩出的學生（有出版社Media Factory（現在已併入KADOKAWA）所屬製作人伊藤誠，動畫公司Production I.G出身、I.G Port（日语：IGポート）旗下企業WIT STUDIO創立人及所屬製作人中武哲也，編劇岡田麿里，遊戲《聖騎士之戰》系列的導演石渡太輔（日语：石渡太輔）等等）[4]。
- 2007年4月，由山崎自行企劃所推出的漫畫家竹宮惠子原作改編電視動畫《奔向地球》在MBS／TBS電視網的週六下午6時時段（日语：毎日放送制作土曜夕方6時枠のアニメ）播出受到注目的同時並獲得拔擢。從此以後，山崎專注在電視動畫領域的導演工作。
- 2008年，山崎加入現在所屬的動畫公司株式會社Wao World（日语：ワオワールド）。
- 同年，山崎以名義，負責執導4月開始在CBC電視台等TBS電視網首播的動畫版《淘氣小親親》（多田薰原作漫畫）。該動畫播出之後，儘管該動畫當時無法被接受，但官方電視台仍給這部動畫的2.9％收視率。而這也掀起了國外將其漫畫翻拍成電視劇、或被日本國內搬上舞台劇公演的熱潮，及觀眾在觀賞動畫版之後為了參加相關活動、在短時間內就將相關活動的門票搶空的狀況[5]。
- 2010年，山崎決定繼承蘆田的意志，從6月起接任日本動畫製作者協會（JAniCA）理事長。
- 同年，由山崎負責執導（同時兼任編劇、分鏡）、以幕末時期為背景、並史實呈現該時代要素的遊戲改編電視動畫《薄櫻鬼》於4月開播[6]。10月，《薄櫻鬼》系列第2季動畫《薄櫻鬼 碧血錄》播出。並在12月，該季動畫的DVD曾創下發行首週便入圍OriconDVD排行榜的第1名[7]。
- 2012年9月，第4季動畫《薄櫻鬼 黎明錄》播畢之後，該動畫於『「薄櫻鬼 黎明錄」開播紀念！系列一舉放送特輯』的活動入圍『SKY PerfecTV！獎』2012年度動畫、特攝大獎。

## 演講、公開對談
- 2012年11月，山崎接受家鄉熊本縣合志市熊本高等專門學校的邀請，前往參加由該地所主辦的『響創塾』活動進行演講[8]。
- 2014年3月，出席『http://www.p-tina.net/interview/303.html （页面存档备份，存于）』與谷口悟朗導演進行長篇對談。
- 2014年5月，出席京都電腦學院（日语：京都コンピュータ学院）演講會。
- 2015年2月，出席in熊本（主辦單位：熊本）。
- 2016年12月，出席東京漫畫控（日语：東京コミコン）主辦『2016 C.B.セブルスキーVS山崎理　日米カルチャー討論！ （页面存档备份，存于）』與漫威副社長C·B·塞布爾斯基（英语：C. B. Cebulski）進行對談。
- 2017年11月，出席演講會（北海道枝幸町教育委員會主辦）。

## 人物
- 山崎在其執導的動畫《奔向地球》期間，負責音響監督的工作時是以自己個人獨特的作業錄音方式進行[9]。
- 山崎稱「我很擔心，除非動畫製作的現場環境已經得到改善，否則日本的動畫文化將來無法健全發展」[10]。於是在2007年，為了改善日本國內動畫產業的狀況，山崎他與蘆田豐雄及神村幸子等人一起成立日本動畫製作者協會（簡稱JAniCA）。
- 2010年6月就任JAniCA理事長後，以JAniCA代表身份參加由文化廳委託，開始舉辦日本首次最大規模的動畫製作者人才培養事業《青年動畫製作者育成計劃（今改名動畫未來）》。
- 2012年，為了專注製作《薄櫻鬼》電視動畫及電影動畫系列，將JAniCA代表的職位交給井上俊之，並請他以副代表的立場負責引導。

## 家族
伯父園田博之是自由民主黨衆議院議員，表兄中村猛為童話作家、陣內宏行為三省製藥株式會社代表董事、山田和慶為醫學博士熊本大學醫學院腦神經外科副教授。妻子小森真奈美為電台DJ、配音員、歌手、作家。

## 作品列表

### 電視動畫
1981年
- 百獸王五獅（動畫、第二原畫）

1982年
- 太陽之牙（動畫、第二原畫）

1983年
- SPACE COBRA（動畫）
- 無敵三四郎（原畫）

1984年
- 雷射戰士（原畫）
- 太古巨魔神（日语：ゴッドマジンガー）（原畫）

1985年
- 機動戰士Z鋼彈（原畫）
- 搞怪拍檔（原畫）
- 超獸機神斷空我（原畫）

1987年
- 機器勇士（分鏡）
- 檸檬天使（日语：レモンエンジェル (テレビアニメ)）（演出）

2001年
- 天使的尾巴（分鏡、演出）

2004年
- 武士槍俠（日语：サムライガン）（分鏡）

2005年
- 真相之眼（導演／第2代）[注 2]
- 天使心（演出）

2006年
- MAJOR 2nd season（演出）
- 蟲師（分鏡、演出）

2007年
- 奔向地球（導演、音響監督、編劇）

2008年
- 淘氣小親親（導演、作畫監督／最終回）

2009年
- 旋風管家 (第2期)（分鏡）

2010年
- 薄櫻鬼（導演、分鏡）
- 薄櫻鬼 碧血錄（導演、編劇）

2011年
- 超級機械人大戰OG -The Inspector-（分鏡）
- 薄櫻鬼 雪華錄（導演、分鏡）

2012年
- 薄櫻鬼 黎明錄（導演[13]、編劇）

2013年
- 八犬傳 -東方八犬異聞-（總導演）

2014年
- 月刊少女野崎同學（分鏡）
- 記錄的地平線2（分鏡）

2016年
- 時間旅行少女 ～真理、和花與8名科學家～（導演、劇本統籌、編劇、分鏡）
- 超心動！文藝復興（分鏡）

2017年
- 正確的卡多（分鏡）
- 動畫同好會（原畫）

2019年
- ACTORS -Songs Connection-（日语：ACTORS）（導演、劇本統籌、編劇、分鏡）

2020年
- 租借女友（分鏡）

2021年
- WAVE ～衝浪吧!!～（日语：WAVE!!〜サーフィンやっぺ!!〜）（分鏡）
- 精靈幻想記（導演、劇本統籌、編劇、分鏡）
- 鬥神姬（原案、劇本統籌、分鏡）

### OVA
1986年
- SILVER HAWKS（原畫）

1986年
- 宇宙最強的粉紅衝擊（日语：コスモス・ピンクショック）（作畫監督）
- 今夜呼叫我（日语：Call Me トゥナイト）（作畫監督）

1987年
- 戰國奇譚妖刀傳（日语：妖刀伝） 破獄之章（導演、原案）

1988年
- Tokyo Vice（日语：トウキョウ・バイス）（原作、導演、原案）
- 戰國奇譚妖刀傳 鬼哭之章（導演、原案）
- 戰國奇譚妖刀傳 炎情之章（導演、原案）

1989年
- 學園雙嬌娃 ～幻之皇一族篇～（日语：やじきた学園道中記）（導演）

1990年
- 風魔小次郎 聖剣戰爭篇（演出）
- 男樹（日语：男樹）（導演）
- 男樹2 野望篇（導演）
- 暗黑神傳承 武神（日语：暗黒神伝承 武神）（原作、導演）

1992年
- JOKER MARGINAL CITY（日语：ジョーカー・シリーズ (漫画)）（導演）
- 紅色疾風（日语：紅いハヤテ）（原作、編劇、企劃製作）
- 時元戰國史 黑之獅士 陣內篇（企劃製作）

1995年
- 真·女神轉生 東京默示錄（導演）

1997年
- 超獸傳說Gestalt（日语：超獣伝説ゲシュタルト）（導演）

### 電影動畫
1989年
- 劇場版 戰國奇譚妖刀傳（日语：妖刀伝）（導演、原案）

2013年
- 劇場版 薄櫻鬼 第一章 京都亂舞（導演[14]、編劇、音響監督、分鏡）

2014年
- 劇場版 薄櫻鬼 第二章 士魂蒼穹（導演、編劇、音響監督、分鏡）

### 遊戲
1993年
- 3×3 EYES ～三只眼變成～（編劇、作畫企劃製作）

1995年
- 3×3 EYES ～吸精公主～（編劇、作畫企劃製作）

1997年
- 3×3 EYES ～轉輪王幻夢～（編劇、作畫企劃製作）
- Cube Butler Debugger翔篇（原作、作畫企劃製作）
- Cube Butler 安娜未來篇（原作、作畫企劃製作）

1998年
- 超戰鬥球技 Vanborg（製片企劃製作）

1999年
- 忐忑不安的預感（作畫企劃製作）

2000年
- 聖騎士之戰X（製片企劃製作）

2001年
- 幻想魔傳 最遊記 Retribution（製片企劃製作）

2003年
- DEAD OR ALIVE Xtreme Beach Volleyball（OP演出）

2004年
- 第一神拳2 VICTORIOUS ROAD（OP演出）

### 漫畫原作
1992年
- （秋田書店《Suspiria（日语：サスペリア）》連載）

1994年
- 早乙女梓事件簿（秋田書店《Suspiria》連載）

1995年
- 真田群雄傳…（角川書店月刊《Comic Comp（日语：月刊コミックコンプ）》連載）

### CD作品
1987年
- 戰國奇譚妖刀傳 ～破獄之章～、～炎情之章～（－1988年）

1991年
- 暗黑神傳承 武神

1991年：
- 紅色疾風

1993年

## 講師經歷
- AMUSEMENT MEDIA綜合學院（日语：アミューズメントメディア総合学院）東京校
- AMUSEMENT MEDIA綜合學院大阪校
- 東北福祉大學
- 長野縣上田市多媒體情報中心
- 大手前大學
- 響創塾（熊本縣合志市）
- 九州視覺藝術專門學校（日语：専門学校九州ビジュアルアーツ）

## 腳註

## 外部連結
- 株式會社Wao World公式官網 （页面存档备份，存于） （日語）
- 山崎理的公開簡歷 （页面存档备份，存于） （日語）－日本電影導演協會（日语：日本映画監督協会）公式官網。
- （日語）－山崎理的官方部落格。
- 山崎理的X（前Twitter） （日語）